# ناحیه زمرد، شهرستان فاریبوت، مینه سوتا
ناحیه زمرد (به انگلیسی: Emerald Township) یک منطقهٔ مسکونی در ایالات متحده آمریکا است که در شهرستان فریبلت، مینه‌سوتا واقع شده‌است.
 ناحیه زمرد ۹۲٫۷ کیلومتر مربع مساحت و ۲۲۸ نفر جمعیت دارد و ۳۳۹ متر بالاتر از سطح دریا واقع شده‌است.